# Vatica globosa
Espèce
Classification phylogénétique
Statut de conservation UICN

 EN  : En danger
 Vatica globosa est un grand arbre sempervirent endémique de Bornéo, appartenant à la famille des dipterocarpaceae.

## Répartition
Confinées aux forêts mixtes de dipterocars de l'Ouest du Kalimantan and du Sarawak.

## Préservation
Espèce en danger critique d'extinction du fait de la déforestation et l'exploitation forestière. Il ne resterait que moins de 50 arbres de cette espèce (en 1998).